# Tyrant’s Reign
Tyrant’s Reign ist eine US-amerikanische Thrash-Metal-Band aus Illinois, die im Jahr 1985 gegründet wurde, sich 1990 auflöste und 2003 wieder zusammenfand.

## Geschichte
Die Band wurde im Jahr 1985 gegründet. Im Jahr 1987 fand sich mit Sänger Randy Barron, den Gitarristen Karl Miller und Chris Nelken, Bassist Phil Fouch und Schlagzeuger Gabriel Anthony eine feste Besetzung. Nachdem die Band drei Demos veröffentlicht hatte und sie dadurch dennoch keinen Plattenvertrag erreichen konnte, gründete die Band ihr eigenes Label Cynical Records, worüber im Jahr 1987 die EP Year of the Tyrants erschien. Gitarrist Jeff Bagherpour hatte kurz vor den Aufnahmen die Band verlassen. Die Band löste sich im Jahr 1990 wieder auf. Seit dem Jahr 2003 ist die Band wieder kontinuierlich aktiv, nachdem sie bereits im Jahr 2000 schon wieder live aufgetreten war. Im Jahr 2008 spielte die Band auf dem zehnten Keep It True.

## Stil
Die Band spielt klassischen Thrash Metal, wobei der Gesang als sirenen-artig beschrieben wird, sodass Vergleiche mit Bands wie Blessed Death, Toxik und Hades gezogen werden. Manche Lieder erinnern zudem stellenweise an die Werke von Mercyful Fate oder Slayer.

## Diskografie
- 1986: Untamed (Demo, Eigenveröffentlichung)
- 1987: Year of the Tyrants (EP, Cynical Records)
- 1989: Judge and Jury (Demo, Eigenveröffentlichung)
- 2004: Tyrant's Reign (Kompilation, Cynical Gentlemen Records)